# Eshman-e Dehgah
Eshman-e Dehgah (em persa: اشمان دهگاه, também romanizada como Eshmān-e Dehgāh e Eshmān Dehgāh; também conhecida como Eshkūmdakeh, Eshkūm Dakeh e Eshkūm Dehkā) é uma aldeia do distrito rural de Kiashahr, situada no condado de Astaneh-ye Ashrafiyeh, na província de Gilan, no Irã. Segundo o censo de 2006, sua população era de 461, em 135 famílias.